# Nesophlox
Nesophlox (boselfen) een geslacht van vogels uit de familie kolibries (Trochilidae) en de geslachtengroep Mellisugini (bijkolibries) . Het geslacht telt twee soorten:
- Nesophlox evelynae  – Bahamaboself
- Nesophlox lyrura  – Inaguaboself